# Lepidodactylus mitchelli
Lepidodactylus mitchelli — вид геконоподібних ящірок родини геконових (Gekkonidae). Ендемік Папуа Нової Гвінеї. Описаний у 2019 році.

## Поширення і екологія
Lepidodactylus mitchelli мешкають на крихітному кораловому рифі Бойябойяваґа площею 0,072 км², розташованого в протоці Гошен між півостровом Іст-Кейп на крайньому південному сході Нової Гвінеї і островом Норманбі, та, ймовірно, на сусідніх островах. Вони живуть в густих прибережних чагарникових заростях.